# Superpoblació humana

Mapa de la densitat de població per països.

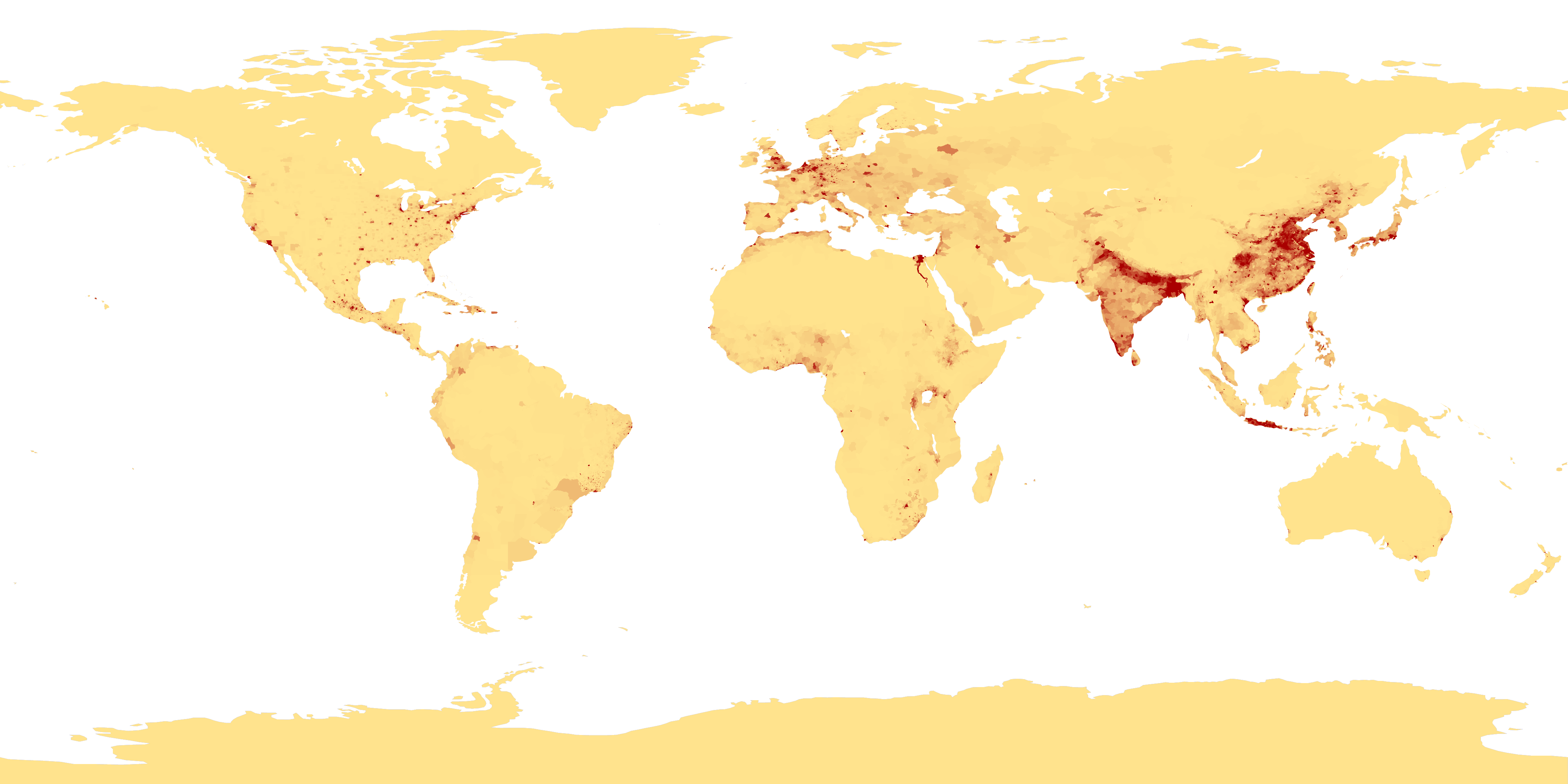
Zones del planeta densament poblades el 1994, dades de la NASA.

La superpoblació humana és el concepte en què d'una població humana es fa massa gran per ser sostenible pel seu entorn o recursos a llarg termini i una disminució en la qualitat de vida. La idea es discuteix generalment en el context de la població mundial, encara que també pot afectar regions. El creixement de la població humana ha augmentat en els darrers segles a causa dels avenços mèdics de la medicina i la millora de la productivitat agrícola. Els interessats per aquesta tendència argumenten que es tradueix en un nivell de consum de recursos que supera la capacitat de càrrega de l'entorn, donant lloc a un excés de població. Sovint es discuteix el concepte en relació amb altres preocupacions de la població com ara impuls demogràfica i despoblació, així com en relació amb l'esgotament dels recursos i l'impacte humà sobre el medi ambient.
Les discussions sobre la superpoblació segueixen una línia d'investigació similar a la del malthusianisme i la catàstrofe malthusiana, un esdeveniment hipotètic on la població supera la capacitat agrícola, provocant fam o la guerra pels recursos, donant lloc a pobresa i despoblament.
La superpoblació no només depèn de la mida o densitat de la mateixa població, sinó també de la relació d'aquesta amb els recursos de l'entorn. També depèn de la capacitat per utilitzar i distribuir aquests recursos per tota la població. Una suposada població de 10 individus on hi hagués menjar i beguda prou únicament per a 9 i que no tingués possibilitats de comerç seria un entorn superpoblat. Si la població fos de 100 persones, però hi hagués prou aliment, refugi i aigua per a més, llavors no hi hauria superpoblació.
La superpoblació pot ser la conseqüència d'un augment de la taxa de natalitat, una disminució de la mortalitat a causa dels avenços mèdics, un augment de la immigració o per un bioma insostenible i esgotament de recursos. És possible que en àrees d'escassa densitat de població es doni la superpoblació perquè l'àrea en qüestió no pugui sostenir la vida humana.

## Origen de la nostra espècie
La nostra espècie és la Homo Sapiens i va sorgir fa 100.000 anys. Tot i això els avantpassats més antics al Homo Sapiens, van sorgir fa uns 4 milions d'anys. Si comparem la vida de la nostra espècie amb la vida de la Terra comprovarem que és molt curta. Per a entendre això emprarem una analogia: suposarem que la història de la Terra s'hagi concentrat en 24 hores.
-Així, si es formés la Terra a les 0:00, les primeres evidències de vida apareixerien en el mar a les 5:15.
-A les 21:30, el mar estaria ple de vida i començaria la vida terrestre.
-A les 23:00 apareixerien els dinosaures i s'extingirien a les 23:42.
-Just un minut abans de mitjanit, sorgirien els primers avantpassats de l'espècie humana y per acabar, 1,7 segons abans de les 24:00, apareixeria la nostra espècie.

## El ser humà com a mamífer que progressa
L'ésser humà està classificat com a mamífer. Dins d'aquest grup pertanyem al grup de primats on també trobem la resta de micos. Els animals que més s'assemblen a les persones són els grans simis, com els ximpanzés, goril·les o orangutans, però hi ha unes grans característiques que ens diferencien de la resta de simis:
-Les persones som bípedes, que vol dir que caminem només amb dues de les nostres extremitats, les cames, a diferència dels simis que també necessiten les mans, encara que tot i això poden ficar-se de peu i caminar alguns passos.
-La mà humana és més apropiada per a agafar objecte amb precisió.
-Finalment, les persones tenim al capacitat per a pensar i progressar.

## El creixement de la població
La població mundial ha anat augmentant contínuament des del final de la pesta negra, cap a l'any 1350. La duplicació més ràpida de la població mundial es va produir entre 1950 i 1986: es va duplicar de 2.500 a 5.000 milions de persones en només 37 anys, principalment a causa de la avenços mèdics i els augments de la productivitat agrícola. A causa del seu impacte dramàtic en la capacitat humana de conrear aliments, el procés Haber va permetre que la població mundial passés d'1.600 milions el 1900 a 7.700 milions el novembre de 2018.
L'estiu de 2016, l'ONU va advertir en l'informe 'Revisió de les Perspectives de Població Mundial' que en les pròximes dècades es dispararà la població mundial per sobre dels 10.000 milions. El planeta Terra, que actualment compta amb uns 7.300 milions d'habitants, arribarà als 8.500 milions el 2030 i els 9.700 milions el 2050, segons els càlculs de l'organització mundial. Per a l'any 2100, la població mundial serà de 11.200 milions de persones, a causa principalment del creixement demogràfic en els països en vies de desenvolupament, especialment a l'Àfrica. El major increment es registrarà en ciutats d'Àfrica i Àsia, a causa del augment de naixements i de la migració interna del camp a les ciutats.
Aquest creixement desmesurat anuncia problemes importants per a la humanitat, segons el director de Població del Departament d'Assumptes Econòmics i Socials de l'ONU, John Wilmoth: "La concentració del creixement de la població en els països més pobres presenta el seu propi conjunt de desafiaments, fent més difícil erradicar la pobresa i la desigualtat, combatre la fam i la malnutrició i ampliar l'accés a l'educació i els sistemes de salut ", va explicar en la presentació de l'informe.

### Història de la població mundial
| Any               | 1806 | 1850 | 1900 | 1940 | 1950 | 1960 | 1970 | 1980 | 1990 | 2000 | 2010 | 2020 |
| ----------------- | ---- | ---- | ---- | ---- | ---- | ---- | ---- | ---- | ---- | ---- | ---- | ---- |
| Milers de milions | 1.01 | 1.28 | 1.65 | 2.33 | 2.53 | 3.03 | 3.68 | 4.43 | 5.28 | 6.11 | 6.92 | 7.76 |

La població mundial ha passat per una sèrie de períodes de creixement des dels albors de la civilització durant el període de l'Holocè, al voltant de 10.000 aC. L'inici de la civilització coincideix aproximadament amb el retrocés de la glacera després del final de l'últim període glacial. L'agricultura va permetre el creixement de les poblacions en moltes parts del món, incloent Europa, Amèrica i la Xina fins al segle segle xix, ocasionalment interromput per plagues o altres crisis. Per exemple, es creu que la pesta negra va reduir la població mundial, que llavors es calculava en 450 milions, a entre 350 i 375 milions el 1400.
Després de l'inici de la Revolució Industrial, durant el segle segle xviii, la taxa de creixement de la població va començar a augmentar. A finals de segle, la població mundial s'estimava en poc menys de mil milions. A principis del segle segle xx, la població mundial era d'aproximadament 1.600 milions. L'any 1940, aquesta xifra havia augmentat a 2.300 milions. El creixement espectacular que va començar el 1950 (per sobre de l'1,8% anual) va coincidir amb un gran augment de la producció d'aliments com a resultat de la industrialització de l'agricultura provocada per la Revolució Verda. La taxa de creixement de la població humana va assolir el màxim l'any 1964, al voltant del 2,1% anual. Cada incorporació posterior de mil milions d'humans va trigar cada cop menys: 33 anys per arribar als tres mil milions el 1960, 14 anys per als quatre mil milions el 1974, 13 anys per als cinc mil milions el 1987 i 12 anys per sis mil milions el 1999.
El 14 de maig de 2018, l'Oficina del Cens dels Estats Units va calcular la població mundial en 7.472.985.269 per a aquesta data i les Nacions Unides estimaven més de 7.000 milions. El 2017, les Nacions Unides van augmentar les projeccions de variants mitjanes fins a 9.800 milions el 2050 i 11.200 milions el 2100. La previsió de població de les Nacions Unides per al 2017 preveia "prop del final de l'alta fecunditat" a nivell mundial i anticipant que l'any 2030 més de dos terços de la població mundial viurà en països amb una fecunditat per sota del nivell de substitució i que la població mundial total s'estabilitzi entre 10.000 i 12.000 milions de persones l'any 2100.

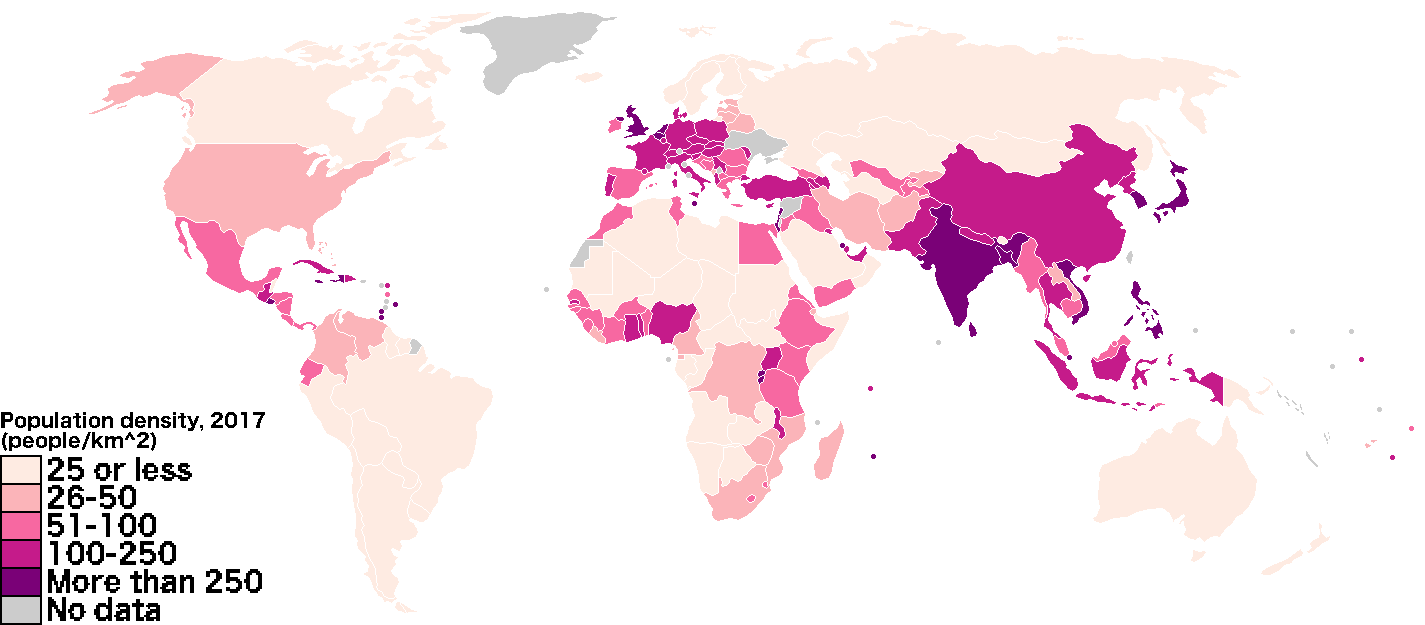
Mapa de la densitat de població per país, per quilòmetre quadrat. (Vegeu Llista de països per densitat de població.)

## Causes i problemes de la superpoblació
L'excés de població humana és un problema molt greu, sobretot per als països en desenvolupament. Els recursos necessaris per al desenvolupament s'han de destinar a alimentar una població cada vegada més gran, i la conseqüència és l'augment de la pobresa i els conflictes humans.
Encara que els aliments es produeixen en zones rurals, el 45% de la població mundial viu a les ciutats, tot i que en elles hi ha grans bosses de pobresa.
D'aquesta manera, l'augment de la població humana ens porta conseqüències tant als humans com als animals. Per exemple, el creixement de la població necessita el creixement del territori de les ciutats qual cosa porta a la desforestació d'hàbitats naturals d'espècies que d'aquesta forma són desplaçades a llocs nous on poden extingir-se. A més, amb més població la demanda de recursos també augmenta d'aquesta manera la necessitat d'obtenció dels recursos poden dur a conflictes entre nosaltres. Així mateix, anualment moren prop de cinc milions persones per malalties de deixalles orgàniques creats per la superpoblació humana en ciutats. Tot això junt és un dels factors que causa l'escalfament global.
A l'Àfrica aquest creixement vé acompanyat d'una quantitat de refugiats que hi ha pels diferents conflictes, i per una sèrie de problemes com són l'abús de la riquesa natural, desertització, escassetat i contaminació de les aigües, destrucció de la vida salvatge, etcètera.
Una altra causa de la superpoblació és l'augment de l'esperança de vida mitjana al món, 66,7 anys (2005), encara que també en això observem diferències. Als països desenvolupats és major que en els països en desenvolupament: per exemple, a Europa és de 73,7 anys mentre que a Àfrica és de 49,1 anys.

## Crítiques
L'economista Jacqueline R. Kasun criticà la creença de l'existència de la superpoblació humana.